# Крушение поезда у Гвадалахары
Крушение поезда у Гвадалахары произошло 22 января 1915 года на железной дороге из Колимы в Гвадалахару, в результате чего погибло более 600 человек. Катастрофа является крупнейшей по числу жертв в Северной Америке.
В ходе Мексиканской революции войска нового президента Венустиано Каррансы 18 января 1915 года захватили Гвадалахару. Было решено немедленно переправить в город из Колимы семьи военных, для чего был снаряжён специальный поезд.
Поезд вышел из Колимы предположительно 22 января 1915 года. Он состоял из 20 вагонов и был переполнен. Люди ехали на крышах и тележках. Где-то между Колимой и Гвадалахарой на длинном крутом спуске управление поездом было потеряно. Он начал набирать скорость. Люди падали с вагонов. На крутом повороте состав сошёл с рельсов и упал в глубокий каньон. Из 900 человек, находившихся в поезде, выжило не более 300. Некоторые из бойцов Каррансы, индейцы яки, покончили с собой, узнав о смерти семей. Другие поклялись отомстить поездной бригаде, но железнодорожники также погибли в катастрофе.